# Lưỡng ban
Lưỡng ban dưới thời Cao Ly và nhà Triều Tiên dùng để chỉ giai cấp thống trị bao gồm quan lại và học giả. Dười thời Triều Tiên, ngoại trừ vương tộc, toàn bộ cư dân được chia thành 4 giai cấp:
- Quý tộc Lưỡng ban và gia đình (còn gọi là sĩ đại phu).
- Trung nhân (con ngoài giá thú của quý tộc, những người làm việc trong lĩnh vực khoa học - kỹ thuật cho triều đình như nhạc sĩ, bác sĩ...)
- Thường dân
- Tiện dân (Bạch đinh)

Vào thời Cao Ly, việc phân chia này còn chưa rõ ràng. Đến thời nhà Lý-Triều Tiên, chế độ giai cấp trở nên nghiêm ngặt, nếu không cùng giai cấp sẽ không được hứa hôn, đồng thời thực thi luật tòng mẫu, tức là mẹ thuộc giai cấp nào thì con thuộc giai cấp đó. Lưỡng ban có khu vực cư trú biệt lập (Nam Thôn/Bắc Thôn) tại kinh thành, nhưng họ đồng thời cũng có một lượng lớn nô tì canh tác trên các diện tích đất được ban.

## Khởi nguồn tên gọi
Tên gọi Lưỡng ban có hai cách thuyết giải thích, thuyết thứ nhất cho rằng vào thời kỳ Cao Ly, quan lại quý tộc sống tại tây biên và đông biên của kinh thành. Thuyết khác cho rằng vào thời thượng triều, quân vương ngồi ở phía bắc và hướng về phía nam, lấy mình làm trung tâm còn các văn quan xếp thành hàng tại đông biên (đông ban), võ quan xếp thành hàng tại tây biên (tây ban). Về sau, lưỡng ban được sử dụng để chỉ lưỡng ban quan viên cùng với gia tộc. Vào thời Cao Ly, văn ban được gọi là long ban và quản về chính trị, võ ban gọi là hổ ban và quản về quân sự. Hương thôn nơi quý tộc cư trú gọi là hương ban.

## Khái quát
Ngoại trừ Bạch đinh ra thì tiện dân và nô tì có tham gia kỳ thi khoa cử để trở thành lưỡng ban (lưỡng ban có ba đời liên tiếp không làm quan viên sẽ bị mất địa vị và trở thành thường dân). Con cháu của lưỡng ban có thể thông qua khoa cử đại khoa, tiểu khoa và ấm chức để được nhận quan vị (tam phẩm), đồng thời cũng có thể thông qua quan hệ hôn nhân mà duy trì địa vị.
Văn ban và võ ban về mặt lý thuyết có địa vị bình đẳng song thực tế văn ban có địa vị cao hơn. Sau những vụ xâm lược của Toyotomi Hideyoshi và Hậu Kim, một số thương nhân đã nạp mãi để có tên trong phả tộc lưỡng ban (gọi là giả lưỡng ban). Sau cải cách Giáp Ngọ và chiến tranh Triều Tiên, Lưỡng Ban không còn có địa vị chính trị. Hiện nay, tại Hàn Quốc, tầng lớp trên của xã hội có một tỷ lệ lớn là hậu duệ của Lưỡng Ban, họ mang niềm tự hào về tổ tiên mình, coi mình có huyết thống cao quý hơn so với những người không phải hậu duệ của Lưỡng Ban.